# ادون آمارال نیتو
ادون آمارال نیتو (به پرتغالی: Edon Amaral Neto) مهاجم اهل برزیل است که در شهر Arapiraca و در تاریخ ۲۱ فوریهٔ ۱۹۶۷ به دنیا آمده‌است.
ادون آمارال نیتو در تیم‌های فوتبال ASA سابقهٔ حضور دارد.